# Ruby Roseman-Gannon
Ruby Roseman-Gannon (* 8. November 1998 in Melbourne) ist eine australische Radrennfahrerin.

## Sportlicher Werdegang
Roseman-Gannon stammt aus einer sportbegeisterten Familie und begann schon im Alter von fünf Jahren mit dem Radsport. Als Juniorin war sie auf dem Podium der australischen und ozeanischen Meisterschaften im Straßenrennen; dazu betrieb sie Bahnradsport und gewann auch dort mehrere Meisterschafts-Medaillen.
Sie konzentrierte sich dann zunächst auf ihr Studium der Neurowissenschaften an der Universität Melbourne. Nebenbei fuhr sie für einige kleinere australische Teams und war 2019 Teil der australischen Auswahl, die an Rennen in Belgien teilnahm. Sie schloss ihr Studium 2021 ab und wurde fürs folgende Jahr von BikeExchange-Jayco unter Vertrag genommen, einem australischen WorldTeam.
2022, in ihrer ersten Saison als Profi, nahm sie mit BikeExchange an der UCI Women’s WorldTour teil, fuhr unter anderem in der Tour de France Femmes 2022 und erzielte mit dem 5. Platz bei der Simac Ladies Tour erstmals eine Top-10-Platzierung in der WorldTour. Zudem fuhr sie für Australien bei den Bahnradsport-Weltmeisterschaften 2022. Im folgenden Jahr hatte sie einige weitere Top-10-Platzierungen in der WorldTour, so in der Tour Down Under. 
Anfang 2024 erzielte Roseman-Gannon ihren vorerst größten Erfolg, als sie in Buninyong australische Straßenmeisterin wurde. Im Juni des Jahres holte sie den ersten Sieg außerhalb Australiens in der Abschlussetappe der Tour of Britain, als sie die zu früh jubelnde Christine Majerus auf der Ziellinie abfing. Im weiteren Verlauf der Saison war sie Mitglied der australischen Mannschaft im olympischen Straßenrennen und in der siegreichen Mixed-Staffel bei den Weltmeisterschaften.

## Erfolge
2016
 Ozeanien-Meisterschaften – Straßenrennen (Junioren)
2020
 Ozeanien-Meisterschaften – Mannschaftsverfolgung (mit Josie Talbot, Nicola Macdonald und Lauren Perry)
2022
 Australische Meisterin – Kriterium
2024
 Australische Meisterin – Straßenrennen, Kriterium
eine Etappe Tour of Britain
 Weltmeisterin – Mixed-Staffel